# Leonardo Donaggio
Leonardo Donaggio (* 23. September 2003 in Venedig) ist ein italienischer Freestyle-Skifahrer. Er startet in den Disziplinen Slopestyle und Big Air.

## Karriere
Am 27. Januar 2019 fuhr Donaggio das erste Mal auf das Podest eines Europacuprennens. Knapp ein Jahr später holte er sich im Big Air-Event in Kremnica seinen ersten Sieg im Europacup. 
Am 3. November 2019 gab Donaggio sein Debüt im Weltcup. Im März 2021 nahm er an der Freestyle-Weltmeisterschaft in Aspen teil, wo er im Big Air den 25. und im Slopestyle den 39. Rang erreichte. Anfang 2022 schaffte er in Font-Romeu-Odeillo-Via zum ersten Mal den Sprung unter die ersten Zehn in einem Weltcup-Bewerb. An den Olympischen Winterspielen 2022 in Peking erreichte er im Big Air den 5. Platz, sein bisher bestes Ergebnis auf dieser Stufe. 

## Erfolge

### Olympische Spiele
- Peking 2022: 5. Big Air

### Weltmeisterschaften
- Aspen 2021: 25. Big Air, 39. Slopestyle

### Weltcupwertungen
| Saison  | Park & Pipe | Park & Pipe | Big Air | Big Air | Slopestyle | Slopestyle |
| Saison  | Platz       | Punkte      | Platz   | Punkte  | Platz      | Punkte     |
| ------- | ----------- | ----------- | ------- | ------- | ---------- | ---------- |
| 2020/21 | 84.         | 2           | -       | -       | 53.        | 2          |